# システインプロテアーゼ

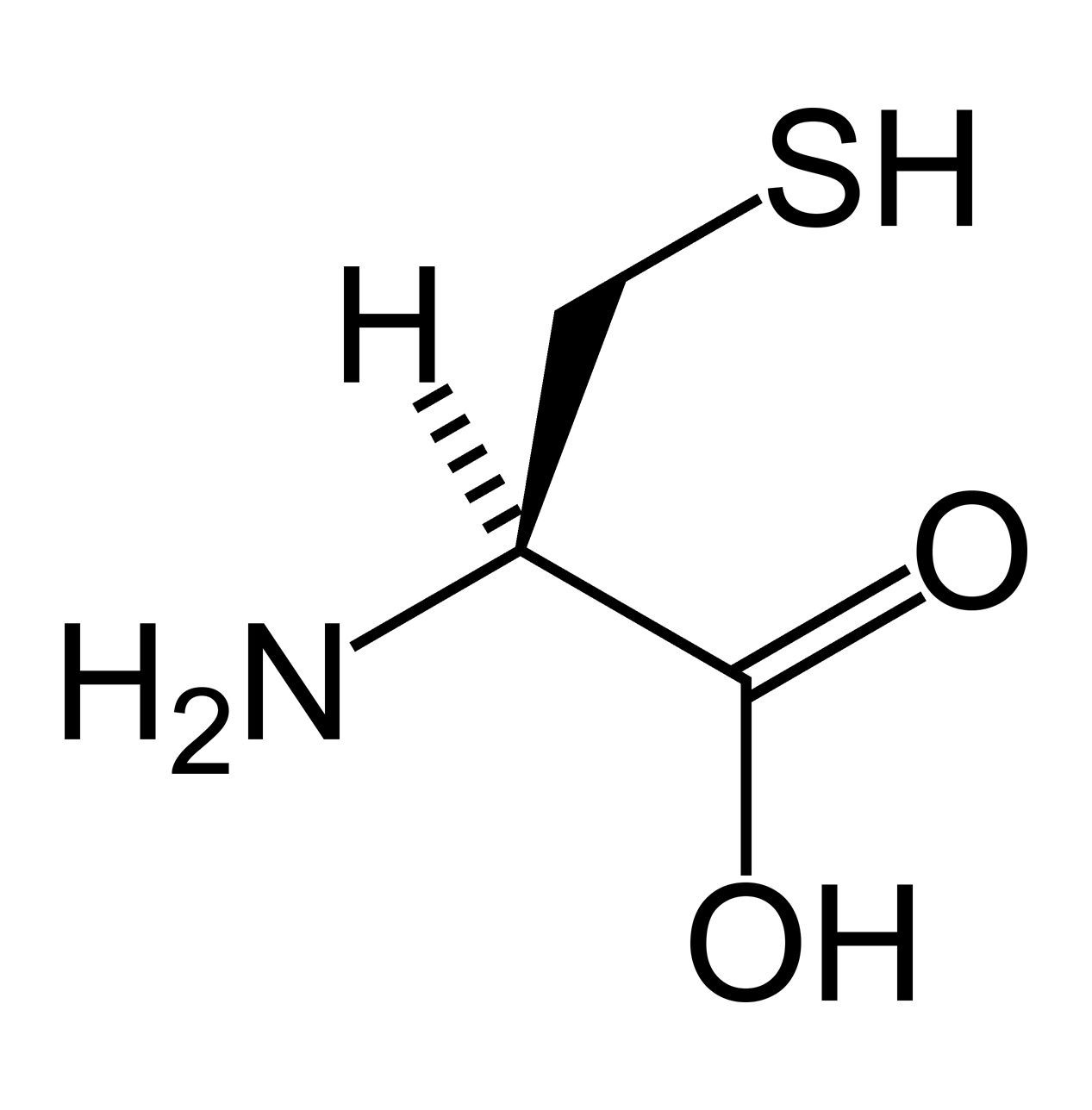
システイン

システインプロテアーゼによるペプチド結合の切断

システインプロテアーゼとは、触媒部位において、システインのチオール基を求核基として用いるタンパク質分解酵素である。

## 触媒機構
1. 活性部位にあるシステインのチオールが、隣接する塩基性アミノ酸（通常はヒスチジン）の側鎖によって脱プロトン化される（図左上）
2. 陰イオンになったチオール基が、基質のカルボニル炭素を求核攻撃する（図右上）。この時、カルボニル炭素は平面状の sp2混成状態から、正四面体状の sp3混成になる
3. 基質ペプチドのC末端側がアミンとして脱離し、炭素はsp2混成に戻る（図右中）。ヒスチジンのプロトンは、脱離するアミノ基に持っていかれる
4. 基質のN末端側は酵素にチオエステル中間体として結合した状態になる（図右下）
5. チオエステルを水分子が求核攻撃し（図左下）
6. 加水分解が起こると（図左中）
7. カルボン酸が遊離し、酵素は元の状態に戻る（図左上）

## 例
- パパイン - パパイヤに含まれる
- ブロメライン - パイナップルに含まれる
- カテプシン - リソソームに含まれる
- カスパーゼ - アポトーシスのシグナル伝達に関わる
- カルパイン - カルシウム濃度によって活性が調節される